# Caspar Diethelm
Caspar Diethelm (* 31. März 1926 in Luzern; † 1. Januar 1997 ebenda) war ein Schweizer Komponist und Politiker (FDP).

## Biografie

### Leben
Caspar Diethelm war der Sohn des Juristen Caspar Diethelm-Holzmann (1890–1946) und der Bertha Diethelm-Holzmann (1894–1979), beide aus Sarnen im Kanton Obwalden. Er lebte in Sarnen und Luzern.

### Ausbildung
Diethelm studierte am Konservatorium und an der Kirchenmusikschule Luzern. Hinzu kam Privatunterricht in Komposition bei Johann Baptist Hilber (1891–1973) und Albert Jenny. Prägend waren für ihn die Meisterkurse bei Paul Hindemith sowie Arthur Honegger. Des Weiteren nahm er an den Ferienkursen in Darmstadt bei Karlheinz Stockhausen und Luigi Nono teil. Seine Ausbildung zum Dirigenten vervollständigte er bei Ernst Hans Beer und Alexander Krannhals.

### Musikalisches Wirken
Von 1963 bis 1993 wirkte er als Dozent für Musikgeschichte, theoretische Fächer, Komposition und Kammermusik am Konservatorium Luzern. Zugleich betätigte er sich als Dirigent eigener Werke im In- und Ausland. Seine rege Vortragstätigkeit fand in weiten Kreisen Beachtung, ebenso wie die von ihm verfassten Essays.

### Kompositorisches Werk
Diethelms Œuvre umfasst 343 Werke verschiedener Besetzungen. Er komponierte über 100 Werke für grosses Orchester, Kammer- und Streichorchester, darunter 8 Symphonien und Solokonzerte für nahezu jedes Instrument, sowie 1 Ballett. Dazu kommen an die 40 Werke für Chor mit Orchester, Instrumentalensemble oder Orgel, darunter 3 grosse Oratorien sowie zahlreiche Kantaten. Auch für Chor a cappella existieren zahlreiche Werke, darunter viele Messen und Motetten. Für Blasorchester und Brass Band schrieb er über 20 Werke. Ausserdem entstand eine reichhaltige Literatur für Kammermusik vom Solostück bis zum Nonett, z. B. 6 Streichquartette, Solosonaten für alle Instrumente, 22 Klaviersonaten sowie zahlreiche Werke mit aussergewöhnlichen Besetzungen.
Neben solchen, die höchste Ansprüche an Interpreten und Zuhörer stellen, komponierte er auch zahlreiche Werke für Laien, etwa die Reihe der Concerti Diletti für Laienstreichorchester; Chor- und Liedsätze sowie Messen für Laienchöre; Kammermusik und Klavierstücke für den Unterricht.
Zu erwähnen sind auch zahlreiche Bearbeitungen und Rekonstruktionen, wie das Flötenkonzert von Franz Xaver Stalder, die Sinfonia Concertante von Constantin Reindl, Quintettsätze für Klarinette und Streichquartett sowie Streichquintettsätze von Mozart.

### Politik
Diethelm war Gemeindepräsident in Sarnen und von 1946 bis 1979 Grundbuchverwalter in Sarnen und Sachseln. Beide Ämter führte zuvor schon sein Vater Caspar Diethelm-Holzmann (1890–1946) aus. Von 1964 bis 1966 war er Obwaldner Verfassungsrat und von 1966 bis 1980 für die FDP Mitglied des Obwaldner Kantonsrats, den er 1972/1973 präsidierte.

### Sonstiges
Neben der Musik und der Politik wirkte Diethelm als Botaniker, Mineraloge (mit einer umfassenden Sammlung von zum Teil selbstgeschliffenen Quarzen und Achaten) und Pilzsachverständiger.

## Auszeichnungen
- 1969: Obwaldner Kulturpreis
- 1985: Kunst- und Kulturpreis der Stadt Luzern

## Stil
Seine Tonsprache ist höchst eigenständig. Durch ihre Ausdruckskraft und Vitalität erschliesst sie sich dem Hörer ganz unmittelbar. Diethelm setzte sich mit den neuesten Tendenzen der Musik (Zwölftontechnik, Atonalität, Serialismus und Aleatorik) auseinander, lehnte aber alle dogmatischen Korsetts stets ab. Stattdessen entwickelte er seinen eigenen Stil, der durch Jenny, Hindemith, Honegger und Martin beeinflusst ist.
Diethelms Musik ist geprägt durch schweizerische Elemente und bevorzugt die grossräumige melodische Linearität. Die Harmonik ist freitonal, die Rhythmik zum Teil elementar, geprägt durch stark tänzerische Impulse mit einer Vorliebe für grosse ungerade Zyklen. Äusserst wichtig erschien Diethelm auch die Anwendung von überschaubaren, nachvollziehbaren Formen, wie der dualistisch angelegte Sonatensatz, das Lied, Rondo, Bogen- und Zwiebelformen, in denen jedoch stets eigenständige, variable Lösungen gesucht wurden. In den späteren Werken zeichnet sich eine Wandlung im Denken des Komponisten ab: die Hinwendung zu einer meditativen Grundhaltung, zu einer neuen Spiritualität und die Verarbeitung von Einflüssen der aussereuropäischen Musik und Denkweise.

## Werke

### Werke für Orchester
- 1947 Konzert für Oboe und Kammerorchester op. 3
- 1955 Konzert Nr. 1 für Violoncello und Kammerorchester op. 18
- 1955 Konzert für Viola und Kammerorchester op. 19
- 1956 Konzert Nr. 1 für Klavier und Kammerorchester op. 20
- 1957 Konzert Nr. 1 für Violine und grosses Orchester op. 32
- 1960 Suite für Kammerorchester op. 33
- 1962 Symphonie Nr. 1 für grosses Orchester op. 35
- 1963 Symphonie Nr. 2 für grosses Orchester op. 40
- 1963 Konzert Nr. 1 für Klarinette und Kammerorchester op. 38
- 1968 Konzert Nr. 2 für Violine und grosses Orchester op. 66
- 1968 Konzert Nr. 4 für Violine und grosses Orchester op. 70
- 1968 Sinfonietta Nr. 1 für grosses Orchester op. 75 b
- 1968 Symphonie Nr. 3 für grosses Orchester op. 76
- 1969 Konzert Nr. 1 für Flöte und grosses Orchester op. 84
- 1964–1969 Konzert Nr. 2 für Flöte und Orchester op. 85
- 1971 Symphonie Nr. 4 für grosses Orchester op. 100
- 1974 Konzert für Posaune und Orchester op. 117
- 1974/1985/1993 Symphonischer Prolog für grosses Orchester op. 125
- 1975 Konzert Nr. 2 für Violoncello und Orchester op. 135
- 1980 Mandala Symphonie Nr. 5 für grosses Orchester op. 180
- 1982 Saturnalia, Symphonische Suite für grosses Orchester op. 200
- 1982 Konzert für Trompete und Orchester op. 201
- 1982/1984 Die vier Temperamente, Suite für Orchester op. 207
- 1982 Konzert für Klavier und grosses Orchester op. 210
- 1983/1987 Concerto Hiemalis für Klarinette und Orchester op. 211
- 1984 Le Grazie d’Amore, Ballett-Suite für Orchester op. 232
- 1986 Kretisches Divertimento für Orchester op. 250
- 1989/1990 Urschweiz für grosses Orchester op. 270
- 1990 Der Magische Kreis für Kammerorchester op. 272
- 1992 Anubis, Konzert für Violine und grosses Orchester op. 285
- 1995 Ballade für Violine und Orchester op. 323

### Werke für Streichorchester
- 1946/1986 Monumentum op. 1 a
- 1955/1991 Konzertante Variationen für 2 Flöten und Streichorchester op. 12
- 1955 Konzertante Musik für Klavier und Streichorchester op. 17
- 1957/1991 Serenade für Streichorchester op. 21
- 1960 Konzertante Symphonie für 6 Bläser, Pauken und Streichorchester op. 31
- 1963 Konzert für Englischhorn, Harfe und Streichorchester op. 37
- 1965/1990 Ein Hahn für Asklepios für Oboe und Streichorchester op. 50
- 1967 Divertimento für Streichorchester op. 61
- 1966/1990 Konzert für Fagott und Streichorchester op. 62
- 1968 Konzertante Symphonie für 23 Streicher (Violinkonzert) op. 67
- 1969/1979 Concerto rustico für Klarinette und Streichorchester op. 73
- 1968 Sinfonietta Nr. 1 für Streichorchester op. 75 a
- 1969/1982 Harlekinade für Solovioline und Streichorchester op. 79
- 1969 Diary for Strings op. 80
- 1970/1993 Tritoprisma op. 91
- 1970 Arkadische Weisen, 10 Tanzsätze für Streichorchester op. 95 b
- 1970 Ludibrium Joculatoris, 10 Spielmannsweisen op. 101
- 1971 Concertino für Oboe und Streichorchester op. 102
- 1976/1995 Konzert für Horn und Streichorchester op. 114 b
- 1974 Tripartita op. 120
- 1975 Concerto diletto Nr. 1 für Streicher op. 141 a
- 1975 Concerto diletto Nr. 2 für Streicher op. 141 b
- 1977/1995 Divertimento concertante für Cembalo und Streichorchester op. 144
- 1977/1996 Concertino für Flöte und Streichorchester op. 148
- 1978/1995 Pentagramm für Streichorchester op. 154
- 1978 Concerto pastorale für Flöte und Streichorchester op. 155
- 1979/1991 Concerto diletto Nr. 3 für 3 Violinen, Viola und Streichorchester op. 158
- 1979/1991 Concerto diletto Nr. 4 für Violine und Streichorchester op. 161
- 1979/1992 Concerto diletto Nr. 5 für Altblockflöte und Streichorchester op. 169
- 1981/1992 Concerto diletto Nr. 6 für Fagott und Streichorchester op. 184
- 1981/1991 Concerto autumnalis für 2 Gitarren und Streichorchester op. 189
- 1982 Concerto diletto Nr. 7 für Streichorchester op. 198 a
- 1982 Concerto diletto Nr. 8 für Streichorchester op. 198 b
- 1982/1989 Concerto diletto Nr. 9 Variationensuite für Streichorchester op. 208
- 1984 Epitaph für 12 Solo-Streicher op. 225
- 1984/1993 Aura vernalis, Konzertstück für Flöte und Streichorchester op. 227
- 1986 Concertino für Solo-Trompete und Streichorchester op. 243
- 1987 Das Rad des Lebens für zwei Klaviere, Horn und Streichorchester op. 252
- 1988 Val Mustair, Concerto diletto Nr. 10 für Streichorchester op. 262 a
- 1989 Menhir, Meditation für Violine und Streichorchester op. 265
- 1991 Enneagramm, Konzert für 2 Violinen, Streichorchester, Vibraphon und Schlagzeug op. 274
- 1992 Das Auge des Horus, Essay für Kontrabass, Streichorchester und Schlagzeug op. 282
- 1992 Ulkiade, Kantate für Tenor, Streichorchester, 5 Solo-Violinen und Solo-Fagott op. 286
- 1993 Die goldene Selket, Hymne für Bratsche, Streichorchester und Vibraphon op. 295
- 1994 Tarot IX, Betrachtung für Violoncello, Streichorchester und Schlagzeug op. 303
- 1996 Ricordanze, Concerto da Camera für Oboe, Klarinette und Streichorchester op. 310 a
- 1994 Oxymoron, Konzertstück für Flöte, Klarinette und Streichorchester op. 312
- 1995 Apfel des Paris, Concerto da Camera für Violine, Viola, Klavier, Streichorchester und Schlagzeug op. 313
- 1995 Echo und Narziss, Konzertante Szene für 4 Hörner und Streichorchester op. 316
- 1996 Passacaglia und Consolatio für Streichorchester op. 324
- 1996 Ein fernes, stilles Leuchten, Chronochromie für 12 Solostreicher op. 333
- 1996 Nun rundet sich der Weg zum Kreis, 12 segments for string orchestra op. 338

### Werke für Blasorchester
- 1969 Abgschütz, Symphonische Suite für Blasorchester op. 72
- 1969 Capriccio für Blasorchester op. 78
- 1970 Concertino für Trompete, Horn und Blasorchester op. 89
- 1971 Trigon op. 96 a
- 1971 Miniaturen op. 96 b
- 1971 Steile Welt, Sinfonietta für Blasorchester op. 97
- 1964/1969 Concerto n° 2 für Klavier und Blasorchester op. 112
- 1976 Trilith für Blasorchester op. 145
- 1980 Meru für Brass Band op. 177
- 1982 Aubade für Bläserensemble (2 Fl, 4 Klar, 4 Trp, 3 Hr, 3 Euph, 3 Pos, 2 Tb) op. 203
- 1984 Musik zum Papstbesuch, 9 Stücke für Brass Band op. 226
- 1984/1992 Musaion, Nonett für Bläser (2 Fl, 2 Ob, 2 Klar, Bass-Kl, 2 Fgt) op. 234
- 1986/1990 Triga, 3 Stücke für Brass Band op. 244
- 1986/1990 Threnos, Symphonischer Satz für Blasorchester op. 245
- 1992 March-Suite für Fagott und Blasorchester op. 281
- 1992 Hexagramm, Tänzerische Suite für Brass Band op. 284
- 1993/1994 Hathor, 4 Symphonische Betrachtungen für Blasorchester op. 300
- 1994 Romanze für Euphonium und Brass Band op. 305
- 1994 Aker, Konzert für Oboe und Blasorchester op. 308
- 1995 Chronochromie V für symphonisches Blasorchester op. 322
- 1995 Moto perpetuo für Euphonium und Brass Band op. 336
- 1996 6 Klangbilder für symphonisches Blasorchester op. 340 (nur Skizzen vorhanden)
- 1996 Chronochromie VII für symphonisches Blasorchester op. 341 (nur Skizzen vorhanden)

### Geistliche Chorwerke und Messen
- 1963/1992 Hymnus Matutinus für vierstimmigen gemischten Chor op. 43
- 1958 Psalm an den Morgenstern für vierstimmigen gemischten Chor op. 44
- 1974 Deutsche Messe für vierstimmigen gemischten Chor und Orgel op. 172 a
- 1980/1986 Missa brevis für vierstimmigen gemischten Chor und Orgel op. 172 b
- 1982/1993 Zwei Motetten für vierstimmigen gemischten Chor a cap. op. 204
- 1983 Ave Maris Stella, Motette für vierstimmigen gemischten Chor a cap. op. 215
- 1983/1993 Horae canonicae, 7 lateinische Motetten für vierstimmigen gemischten Chor a cap. op. 216
- 1983/1994 Deine Zeit, Kantate für Sopran, Bass, gemischten Chor und Orchester op. 217, Text: R. A. Schröder
- 1984 Gott, ewig Licht, Kantate für Bass, gemischten Chor und Streichsextett op. 218, Text: R. A. Schröder
- 1984 Dein Wort, Kantate für Sopran, Alt, gemischten Chor, Violine und Violoncello op. 219, Text: R. A. Schröder
- 1984 Fürchte nicht, Kantate für Sopran, Bariton, gemischten Chor und Orchester op. 220, Text: R. A. Schröder
- 1984 Abschied, Kantate für Sopran, Tenor, gemischten Chor und Orchester op. 221, Text: R. A. Schröder
- 1984 Auf schmaler Grenze träumt die Zeit, Kantate für Bass, gemischten Chor und Instrumentalensemble op. 222
- 1985 Aufbruch, Oratorium in 3 Teilen für Sopran, Alt, Tenor, Bass, gem. Chor, Orgel und Instrumentalensemble op. 240
- 1985/1991 Aufbruch, Oratorium in 3 Teilen für Sopran, Alt, Tenor, Bass, gem. Chor und Orchester op. 240
- 1987 Die grosse Klage (Lamentationes Jeremiae Prophetae) für gem. Chor und Streichorchester in 4 Teilen op. 253
- 1989/1990 Nycticorax, Oratorium in 2 Teilen für Sopran, Bass, gem. Chor und Orchester op. 268, Text: C. Diethelm
- 1991 Das Gebet des Heiligen Bruder Klaus für vierstimmigen gemischten Chor op. 277
- 1946/1992/1996 Messe zu Ehren des Landesvaters Bruder Klaus für gemischten Chor und Orgel op. 278, Uraufführung im August 2004 in Sachseln
- 1992 Missa brevis für gemischten Chor a cap. op. 279 Uraufführung im August 2004 in Sachseln
- 1992 Wort, aller Worte Mund, Pfingstkantate für Männerchor und Brass Band op. 280
- 1992 Wort, aller Worte Mund, Pfingstkantate für Männerchor und 8 Violoncelli op. 280 a
- 1994 Das gläserne Meer, Lateinische Messe für gemischten Chor und Orgel op. 306
- 1995 Memento mori, Kantate in 8 Teilen für Bass, gemischten Chor, Instrumentalensemble und Orgel op. 315, Text: C. Diethelm

### Werke für Chor
- 1956/1992 Liebe, Tod und Vollmondnächte, 8 Madrigale für 4-stimmigen gem. Chor nach japanischen Gedichten op. 29
- 1963/1992 Capriccio, «Satierchen» für 4-stimmigen gemischten Chor op. 41, Text: Robert Faesi
- 1977/1992 5 Madrigale für 4-stimmigen gemischten Chor op. 153, Text: William Blake
- 1981/1988 Dunkler Geist der Nacht, 4 deutsche Motetten für 5- bis 8-stimmigen gem. Chor op. 186, Text: Christian Morgenstern
- 1981–1984 100 Liedsätze auf Melodien des 15.–20. Jahrhunderts für 4-stimmigen gemischten Chor op. 228
- 1984/1995 5 Liedsätze über Schweizer Volkslieder für 4-stimmigen gemischten Chor op. 229
- 1984/1991 12 kleine deutsche Motetten für 4-stimmigen gemischten Chor op. 230
- 1987/1990 Gnosis, 8 Tankas für Kammersprechchor, Klavier, Tam-Tam und Djembe op. 256
- 1991 4 Humoresken für 4-stimmigen gemischten Chor op. 275, Text: Fridolin Tschudi
- 1994 Des Prometheus Vision von der Seele, Kantate f. Sop., Ten., Sprecher, Chor, 5 Instr.gruppen op. 304, Text: Carl Spitteler
- 1996 Das Pflänzlein Humor für Männerchor, Klavier und Schlagzeug op. 331, Text: Robert Faesi

### Kammermusik (Auswahl)

#### Solo
- 1964/1970/1996 Sonate Nr. 1 / Sonate Nr. 2 / Sonate Nr. 3 für Violine Solo, op. 69 / 92 / 332
- 1966 Pan für Flöte Solo, op. 58
- 1970/1974 Suite Nr. 1 / Suite Nr. 2 für Violoncello Solo, op. 93 / 122
- 1974/1974 Sonate Nr. 1 / Sonate Nr. 2 für Viola Solo, op. 118 / 121
- 1975/1975 Sonate Nr. 1 / Sonate Nr. 2 für Horn Solo, op. 127 / 137
- 1975/1975/1981 Sonate Nr. 1 / Nr. 2 / Nr. 3 für Kontrabass Solo, op. 132 / 133 / 192
- 1975 Fantasie für Kontrabass Solo, op. 136
- 1975 ANKH, Meditation für Violoncello Solo, op. 138
- 1981 Zodiak, 12 Konstellationen für Flöte Solo mit Prolog und Epilog, op. 140
- 1980/1993 2 Balladen für Gitarre Solo, op. 164
- 1980–1995 Sonate I / Sonate II / Sonate III für Gitarre Solo, op. 171 / 191 / 223
- 1980/1980 Suite I / Suite II für Gitarre Solo, op. 173 / 175
- 1982/1995 Kama und sein Papagei, Sonate für Klarinette Solo, op. 193
- 1982 Zodiac – 12 Konstellationen mit Prolog und Epilog für Flöte solo, op. 140
- 1985 Aulodie, Improvisation für Alt-Flöte in G, op. 233
- 1986 Triptychon 3 Stücke für Oboe Solo, op. 241
- 1992 Algol für Flöte Solo, op. 288
- 1995 Betruf für Bratsche Solo, op. 317
- 1996 Hemerocallis, 6 Aspekte für Violine Solo, op. 328
- 1996 Quincunx, 5 Glypten für Vibraphon Solo, op. 329

#### Duo
- 1954/1977 Sonate Nr. 1 / Sonate Nr. 2 für Violoncello und Klavier, op. 11 b / 150
- 1965 Fantasie für Flöte und Klavier, op. 49
- 1968/1994 Sonate für Violine und Klavier, op. 65
- 1971 Pentastichon für Flöte und Cembalo, op. 103
- 1972 Duett für Violine und Horn, op. 104
- 1972 Sonate für Bratsche und Klavier, op. 105
- 1972 Duo für Bratsche und Violoncello, op. 107
- 1972 Sonate für Flöte und Klavier, op. 108
- 1972 Sonatine für Flöte und Klavier, op. 109
- 1974/1980 Serenata notturna für Flöte und Gitarre, op. 119
- 1974/1976 Sonate Nr. 1 / Sonate Nr. 2 für Oboe und Cembalo, op. 123 / 142
- 1977 Tangram, Fantasie für Kontrabass und Klavier, op. 150
- 1979 Duo für Viola und Bassklarinette, op. 168
- 1980/1993 Ukiyo-e, Duo für 2 Gitarren, op. 176
- 1980/1982 Suite Nr. 1 / Suite Nr. 2 für Flöte und Gitarre, op. 178 / 206
- 1981 Aries, Sonate für Klarinette und Klavier, op. 183
- 1981 Duo für Viola und Kontrabass, op. 188
- 1983 Rebis, Duett für Flöte und Klarinette, op. 213
- 1985 Gravuren, 9 Vortragsstücke für Bassklarinette und Gitarre, op. 235
- 1985 Paian, Suite für Oboe und Orgel, op. 236
- 1988/1992 Shiva, Tropus für Altblockflöte und Gitarre, op. 264
- 1993 Schönster Tulipan, Variationen über ein Schweizer Volkslied für zwei Violinen, op. 294
- 1996 Tarot IV, Sonate für Tuba und Orgel, op. 337
- 1996 Sarabande und Gigue für Violoncello und Klavier, op. 339

#### Trio
- 1954/1966/1969 Streichtrio Nr. 1 / Nr. 2 / Nr. 3 für Violine, Viola und Violoncello, op. 10 / 47 / 68
- 1968/1971 Collage I / Collage II für Violine, Viola und Violoncello, op. 64 / 99
- 1969 Trio für Flöte, Violine und Violoncello, op. 74
- 1969 Trio für Klarinette, Horn und Violoncello, op. 86
- 1970/1992 Trio für Violine, Klarinette und Klavier, op. 88
- 1970/1972 Trio für 2 Klarinetten und Bassklarinette, op. 90
- 1976 Trio für Violine, Violoncello und Klavier, op. 147
- 1982 Ballade für Violine, Violoncello und Gitarre, op. 196
- 1982 Trio für Flöte, Klarinette und Klavier, op. 205
- 1983 Die drei Grazien für 2 Flöten und Klavier, op. 212
- 1987 Trio für Oboe, Klarinette und Fagott, op. 258
- 1989 Raum der Gedanken für Englischhorn, Kontrabass und Vibraphon, op. 266
- 1989 Tristitia, 3 Klangbilder für 3 Gitarren, op. 267
- 1991 Puzzle für Bassetthorn, Violoncello und Klavier, op. 276
- 1993 Jadis, Ballett-Suite für Flöte, Viola und Harfe, op. 297
- 1993 Orion, Trio für Oboe und 2 Englischhörner, op. 301
- 1994 Pirouette, Trio für Flöte, Viola und Kontrabass, op. 311

#### Quartett
- 1945–1986 6 Streichquartette, op. 1 / 22 / 30 / 46 / 87 / 242
- 1967 Quartett für Flöte, Violine, Viola und Violoncello, op. 57
- 1973/1993 Quartett für 4 Blechbläser, op. 115
- 1979 Quartett für Klarinette, 2 Violen und Violoncello, op. 167
- 1981 Quartett für 2 Klarinetten, Bassetthorn und Bassklarinette, op. 190
- 1986 Maya, Ode für Horn, Vibraphon, Kontrabass und Schlagzeug, op. 257
- 1988 Manitoulin Island, Suite für Klarinetten-Quartett, op. 259
- 1989 Steinspirale, Quartett für Flöte, Violine, Viola und Violoncello, op. 271
- 1993 Sonnenrad, Quartett für Flöte, Viola und 2 Gitarren, op. 296
- 1995 Chronochromie III / Votivbild für 4 Instrumente (Oboe, Klarinette, Fagott, Horn), op. 319 a / b
- 1996 Plejaden, Quartett für 3 Oboen und Fagott, op. 342

#### Quintett
- 1959/1979 Bläserquintett I / Bläserquintett II für Flöte, Oboe, Klarinette, Horn und Fagott, op. 23 / 165
- 1973 Quintett für Horn, Violine, Viola, Violoncello und Kontrabass, op. 114 a
- 1982 Bucolicon, Quintett für Oboe, Horn, 2 Violinen und Violoncello (auch: Oboe und Streichquartett) op. 202
- 1989/1990 Pictographs, Quintett für 2 Trompeten, Horn und 2 Posaunen, op. 269
- 1991 Das Rad des Lebens für 2 Klaviere, Horn, Kontrabass und Schlagzeug, op. 252 a
- 1993 Tricromia, Quintett für 2 Trompeten, Horn, Posaune und Tuba, op. 299
- 1994 Heptagramm, 7 Miniaturen für Bläserquintett, op. 309
- 1996 Chronochromie VI, Klangbild für 5 Hörner, op. 327

#### Sextett
- 1959 Weihnachtsmusik, 8 Inventionen für Flöte, Klarinette und Streichquartett, op. 26
- 1992 Divertimento für Klavier und Bläserquintett, op. 283
- 1994 Ricordanze, Sextett für Oboe, Klarinette und Streichquartett, op. 310

#### Septett
- 1970/1981 Septett Nr. 1 für Klarinette, Fagott, Horn, Violine, Bratsche, Violoncello und Kontrabass, op. 94
- 1971 Seven for Seven, Septett Nr. 2 für Klarinette, Fagott, Horn, Violine, Bratsche, Violoncello und Kontrabass, op. 98
- 1972 Septett Nr. 3 für Flöte, Streichquintett und Cembalo, op. 110

### Werke für Tasteninstrumente
- 1973 Kaleidoskop, 11 Stücke für Cembalo, op. 116
- 1975 Ambivalenz, 2 Stücke für Cembalo, op. 139

- 1972 Monopartita für Orgel, op. 106
- 1976/1994 Akroterien, 15 Orgelstücke für den liturgischen Gebrauch, op. 146
- 1990 Bruchstücke einer langen Spanne Zeit… (Bundesbrief 1291) für Orgel und Sprecher, op. 273
- 1996 Partita Liturgica für Orgel und Schlagzeug in 7 Teilen, op. 320
- 1996 Proömium für Orgel, op. 335

- 22 Klaviersonaten, darunter 1979 Sonata pugnifera, Klaviersonate Nr. 20, op. 157
- 1954/1991 20 Bagatellen für Klavier, op. 9
- 1967/1988 Stundenbuch, 52 Präludien, Kanons und Fugen für Klavier, op. 60
- 1975/1993 Glasperlenspiel, 83 Klavierstücke für Kinder, op. 130
- 1984/1986/1993 Klangfiguren I / Klangfiguren II / Klangfiguren III jeweils 10 Studien für Klavier, op. 224 / 251 / 292
- 1995 Firnelicht für Klavier 4-händig, op. 318

## Vertonung
- Daniel Hess: Elegie «In memoriam Caspar Diethelm» für Viola und Klavier. 2004.